# Charles Rotsart de Hertaing

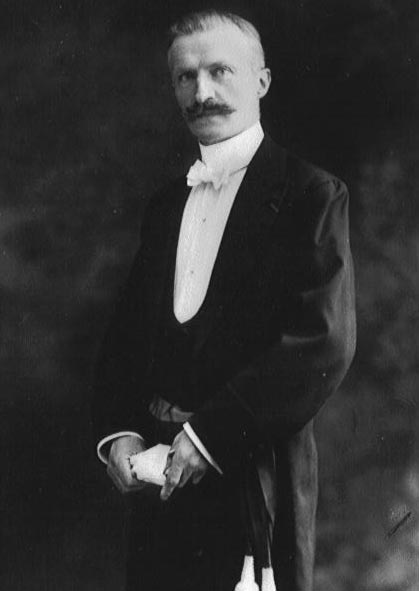
Charles Rotsart de Hertaing.

Charles Rotsart de Hertaing (Brugge, 14 juli 1867 - Maldegem, 8 november 1925) was burgemeester van de Belgische gemeente Maldegem. Hij was de zoon van Camille Jean baron Rotsart de Hertaing (1825-1901) en Ida barones Pecsteen (1828-1897). Zowel Charles als zijn vader Camille Jean waren beiden lid van de Edele Confrérie van het Heilig Bloed te Brugge.
Charles' broer Paul Rotsart de Hertaing (1861-1929) was burgemeester van Sint-Andries (Brugge).

## Generaties
In 1900 huwde hij met Gabrielle Domis de Semerpont (1877-1953). Zij was de dochter van Jules Domis de Semerpont (1828-1899), burgemeester van Beigem. De familie Rotsart de Hertaing woonde reeds - sinds 1858 - op het kasteel Reesinghe, gebouwd naar de plannen van architect Eugène Carpentier. Dit neogotisch gebouw kwam er in opdracht van Charles Pecsteen en zijn echtgenote Anne-Jeanne de Lampreel, de grootouders van Charles.
Charles Rotsart de Hertaing was de achter-achterkleinzoon van Jacques Pecsteen (1660-1730), griffier van Maldegem. Dit was destijds een erfelijke ambt, dat Pecsteen had verworven door te huwen met Jeanne-Françoise Goeman, de dochter van de vorige griffier Filip Goeman.
Charles Rotsart de Hertaing was burgemeester van 1904 tot 1925, het jaar van zijn plotse dood. Onder zijn bestuur werd in 1909 het huidige gemeentehuis van Maldegem voltooid, naar plannen van architect Hendrik Geirnaert.
Later werden zowel zijn zoon Antoine Rotsart de Hertaing als zijn kleinzoon Jean Rotsart de Hertaing burgemeester van Maldegem.

### Voorouders
- Philippe Goeman,  procureur Brugse Vrije, griffier te Maldegem van 1661 tot 1706
  - Jacobus Pecsteen (1660-1730), licentiaat in de rechten, heer van Buytswerve, griffier van de baronnie Maldegem, getrouwd met Jeanne Goeman
    - Philippe Pecsteen (1726-1794), heer van Buytswerve, getrouwd met Philippine Antheunis (1749-1801)
      - Charles-Honoré Pecsteen (1789-1873), genaamd Pecsteen de Lampreel, burgemeester van Maldegem, bestendig afgevaardigde van West-Vlaanderen, getrouwd met Anne de Lampreel (1793-1861), baron in 1845
        - Ida Pecsteen (1828-1897), getrouwd met Camille Jean Idesbalde Rotsaert de Hertaing (1825-1901)
          - Paul Rotsart de Hertaing (1861-1929), burgemeester van Sint-Andries
          - Charles Rotsart de Hertaing (1867-1925), burgemeester van Maldegem, getrouwd met Gabrielle Domis de Semerpont (1877-1953)
            - Antoine Rotsart de Hertaing (1906-1997), burgemeester van Maldegem
              - Jean Rotsart de Hertaing, burgemeester van Maldegem